# Місцевий сонячний час
Місце́вий со́нячний час може означати:
- місцевий справжній сонячний час, що визначається в місці перебування спостерігача видимим положенням Сонця на небесній сфері (наприклад, справжній полудень у певній точці Землі настає в момент верхньої кульмінації Сонця);
- місцевий середній сонячний час у певній точці на поверхні Землі.

## Справжній та середній сонячний час

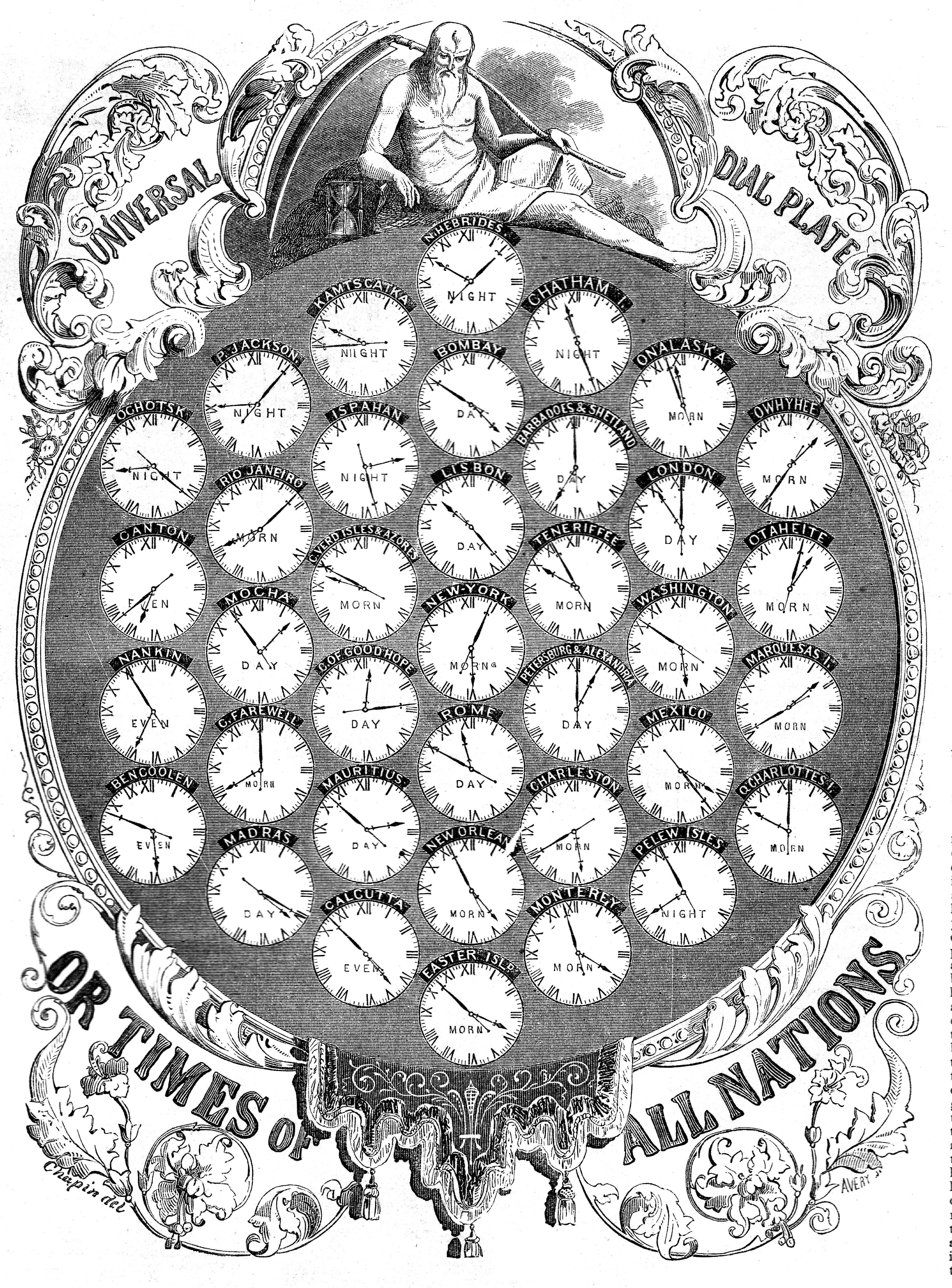
Місцевий середній сонячний час у містах одночасно в 1853 році

Місцевий справжній сонячний час визначається положенням Сонця. Оскільки орбіта, якою Земля рухається навколо Сонця, не є колом, а вісь добового обертання Землі нахилена до площини орбіти (через що на Землі змінюються пори року), справжній сонячний час нерівномірний. Найбільша різниця тривалості справжньої сонячної доби протягом року становить приблизно 50 с, а відхилення часу початку доби від його середнього значення може досягати 16 хв. Це відхилення для будь-якого дня року можна отримати з так званого рівняння часу.
Точно місцевий сонячний час можна дізнатися, вимірявши спеціальним астрономічним інструментом годинний кут Сонця. Приблизно сонячний час можна дізнатися за сонячним годинником (низька точність якого обумовлена розмитістю тіні).
Місцевий справжній сонячний час використовувався в житті звичайної людини приблизно до XVIII ст. На кінець XVIII століття набули поширення механічні годинники, конструкція яких усе більш удосконалювалася. Різні держави поступово почали користуватися середнім сонячним часом: у Женеві його введено від 1780 року, в Лондоні — від 1792 року, в Берліні — від 1810 року, в Парижі — від 1816 року.
Для міського мешканця місцевий справжній сонячний час — скоріше астрономічна абстракція, яка не є вважливою в його житті, оскільки вона є нерівномірною. Справді, складно зробити механічний годинник, який протягом року йде зі змінною швидкістю. Місцевий середній сонячний час втратив актуальність наприкінці XIX — на початку XX століття у зв'язку із запровадженням системи часових поясів та поясного часу.

## Розрахунки

### Розрахунок середнього сонячного часу
Поясний (або офіційний) час у всіх часових поясах (часових зонах) зсунуто на цілу кількість годин (у деяких країнах — із доданням хвилин) відносно середнього сонячного часу на Гринвіцькому меридіані, який називають універсальним і позначають UTC (Universal Time Coordinated — всесвітній координований час).
Від універсального часу відраховують не лише офіційний час у будь-якому часовому поясі, але можна розрахувати і місцевий середній сонячний час на будь-якому меридіані.

### Розрахунок справжнього часу
Якщо врахувати значення рівняння часу, можна за точним офіційним часом дізнатися справжній час, тобто розрахувати положення Сонця без сонячного годинника. Формула в загальному вигляді:
{\displaystyle ST=UTC+\lambda +EOT} ,
де {\displaystyle ST} — справжній час, {\displaystyle UTC} — універсальний час за Гринвічем, {\displaystyle \lambda } — довгота в годинних одиницях, {\displaystyle EOT} — значення рівняння часу.
У деяких країнах офіційний час на літній період року зсувають на одну годину вперед. На універсальний час це не впливає (тому формула діє і влітку), але якщо універсальний час UTC рахувати на основі офіційного, слід врахувати і цей літній час.